# Tonight
„Tonight“ e третият сингъл от третият студиен албум на американската поп рок банда Jonas Brothers. Официалното му излизане като такъв е потвърдено на 36-ите Годишни Американски Музикални Награди и е изпълнен по време на шоуто. Братята потвърждават, че са приключили със снимките на видеоклипа и песента ще бъде пусната по радио станциите в ранния януари. Песента е пусната на 7 януари, а видеоклипът – на 19 януари.

## Информация за песента
Според iTunes Ник Джонас е заявил:
| „ | В тази песен става дума за това, да имаш връзка с някой и да влезете в спор, който няма да е бъде решен тази вечер. Освен това е една от любимите ми в този албум. | “ |

Кен Барнс от USA Today нарича албума „пандемично заразен“, а Глен Гамбоа от Newday го свързва с музиката на Fall Out Boy, наричайки го „лъскав и зареден с адреналин добър поп“.
Песента има един ремикс, носещ същото име и направен от Timbaland.

## Представяне в класации
„Tonight“ е пуснат в магазина на iTunes на 29 юли 2008 и достига №1 в класацията iTunes Top Songs, като така става третата песен от A Little Bit Longer.
Песента става най-високата дебютираща песен в Billboard Hot 100 към 16 август 2008, заемайки осма позиция с над 131 000 тегления без да е официално издадена. Освен това, Jonas Brothers стават първите изпълнители, чиито две песни достигат Топ 10 на класацията със своят дебют през една и съща календарна година, след като Мадона е постигнала това пред 1998 година. На следващата седмица пада до №74.
Сингълът отново влиза в класацията на 29 февруари 2008 при рекламата на Джонас Брадърс: 3D концертът с 87-о място. След това се изкачва до №71.
| Класация          | Най-висока позиция |
| ----------------- | ------------------ |
| Digital Songs     | 2                  |
| Billboard Hot 100 | 8                  |
| Canadian Hot 100  | 13                 |
| Billboard Pop 100 | 22                 |

## Видео клип
Видео клипът на песента е режисиран от Брус Хендрикс, който е и режисьор на Джонас Брадърс: 3D концертът. Включва кадри от самия филм, кадри зад кулисите и срещи с фенове.